# Dollon
Dollon är en kommun i departementet Sarthe i regionen Pays de la Loire i nordvästra Frankrike. Kommunen ligger i kantonen Vibraye som tillhör arrondissementet Mamers. År 2022 hade Dollon 1 433 invånare.

## Befolkningsutveckling
Antalet invånare i kommunen Dollon
| Referens: INSEE |